# Rasog (sockenhuvudort i Kina, Tibet Autonomous Region, lat 29,05, long 89,43)
Rasog (kinesiska: Resuo, 热索, 热索乡) är en sockenhuvudort i Kina. Den ligger i den autonoma regionen Tibet, i den sydvästra delen av landet, omkring 180 kilometer väster om regionhuvudstaden Lhasa. Antalet invånare är 3 244. Befolkningen består av 1 614 kvinnor och 1 630 män. Barn under 15 år utgör 26,0 %, vuxna 15-64 år 68 %, och äldre över 65 år 5,0 %.
Runt Rasog är det glesbefolkat, med 16 invånare per kvadratkilometer. Närmaste större samhälle är Luojiang, 17,2 km väster om Rasog. Trakten runt Rasog består i huvudsak av gräsmarker.
Genomsnittlig årsnederbörd är 632 millimeter. Den regnigaste månaden är juli, med i genomsnitt 160 mm nederbörd, och den torraste är december, med 9 mm nederbörd.